# Óscar Correa
Óscar Heraldo Correa Álvarez  (Galvarino; 9 de abril de 1972) es un exfutbolista y entrenador chileno.

## Trayectoria

### Como jugador
Nacido en Galvarino, como jugador defendió los colores de Naval, Curicó Unido, Magallanes, Unión Española y Universidad de Concepción durante la década de los '90.

### Como entrenador
Comenzó dirigiendo las divisiones inferiores de Huachipato por 5 años, hasta comenzar a trabajar como ayudante de Jorge Pellicer.A fines de 2013, fue invitado a trabajar en el INAF, donde trabajó hasta ser nombrado como técnico de Naval el 9 de febrero de 2016.
Renunció al banco de Naval el 24 de enero de 2017,para el 12 de junio ser anunciado como el nuevo entrenador de Deportes Puerto Montt.Fue despedido del conjunto salmonero el 15 de diciembre, para luego ser nombrado como entrenador de Magallanes.
Cesado de sus funciones por Magallanes el 15 de abril de 2019, el 30 de mayo fue anunciado como nuevo jefe de las divisiones inferiores de Deportes La Serena. Fue nombrado 3 veces como Entrenador interino del primer equipo papayero, para el 24 de octubre de 2022 luego de la renuncia de Pablo Marini. Dejó su cargo de jefe técnico el 7 de abril de 2025. 

## Clubes

### Como entrenador
| Club                  | País  | Año       |
| --------------------- | ----- | --------- |
| Naval                 | Chile | 2016-2017 |
| Deportes Puerto Montt | Chile | 2017      |
| Magallanes            | Chile | 2018-2019 |
| Deportes La Serena    | Chile | 2020      |
| Deportes La Serena    | Chile | 2021      |
| Deportes La Serena    | Chile | 2022      |
| Deportes La Serena    | Chile | 2022      |